# Vindobona (trein)
De Vindobona is een internationale trein tussen Oostenrijk en Duitsland via Praag. De naam Vindobona is de Latijnse naam van Wenen.

## Geschiedenis
In 1957 werd Vindobona geïntroduceerd als treinverbinding tussen Oost-Berlijn en Wenen. De treindienst kwam tot stand door een samenwerking tussen de Oost-Duitse Deutsche Reichsbahn (DR), de Tsjechslowaakse ČSD en de Oostenrijkse ÖBB. Om financiële compensatie met deviezen te vermijden werd afgesproken dat elke betrokken spoorwegmaatschappij, afwisselend voor een periode van twee jaar, de treindienst zou verzorgen. Net als bij de eerste TEE-treinen werden ook hier dieseltreinstellen ingezet. De trein werd vooral gebruikt door diplomaten alsmede in het transitverkeer tussen Oostenrijk en het Nichtsozialistisches Wirtschaftsgebiet, lees West-Berlijn, en tussen Oostenrijk en Scandinavië via aansluitende treinen in Berlijn, de Neptun naar Denemarken en de Berlinaren naar Zweden. 

### Rollend materieel

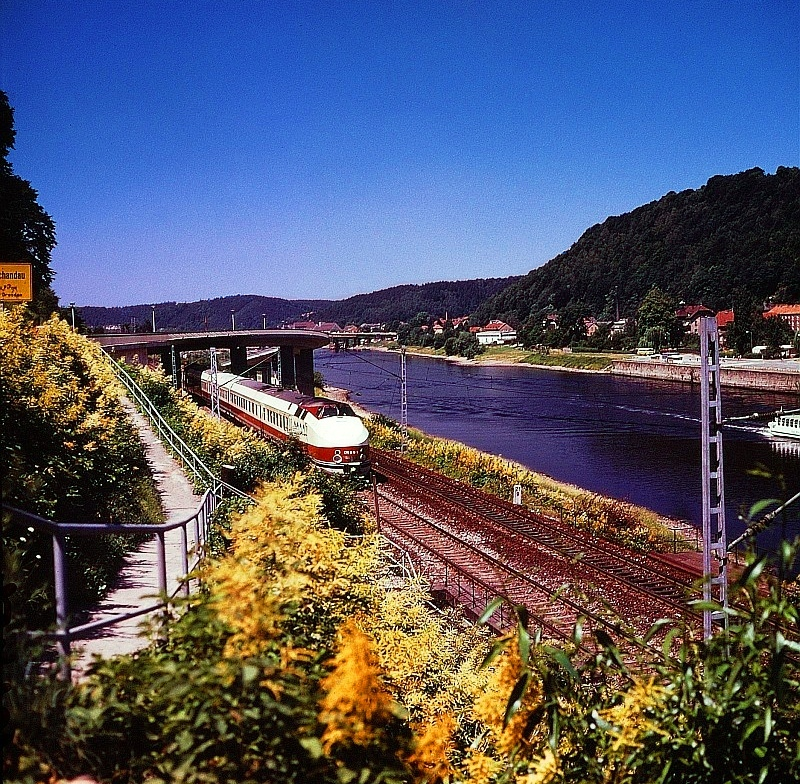
Een VT 18.16 als Vindobona bij Bad Schandau rond 1975

De DR startte de dienst met vooroorlogse treinstellen VT 137, daarna volgde de ČSD met treinstellen van Hongaarse makelij de M 498.0 en van 1962 tot zomer 1964 werd gerden met de ÖBB-treinstellen van de serie 5045/5145 "Blauer Blitz". Vanaf de zomer 1964 tot de zomer van 1966 verzorgde de ČSD de treindienst en in de zomer van 1966 was de DDR weer aan de beurt. De DDR had inmiddels de SVT 18.16 ontwikkeld en introduceerde deze treinstellen in de Vindobona waarbij de catering aan boord door MITROPA verzorgd werd. De Tsjechoslowaakse spoorwegen ontwikkelden speciaal voor de Vindobona een eigen treinstel, de M 296.1, dat plaats bood aan 54 reizigers eerste klas en 72 reizigers tweede klas en een restauratie met 24 zitplaatsen. De Tsjechoslowaakse spoorwegen namen de dienst in 1969, een jaar later dan gepland, weer over en zette vanaf toen haar M 296.1 in. Vanaf de zomer van 1972 nam de DR de trein weer over, de ÖBB beschikte inmiddels niet meer over geschikt materieel met als gevolg dat de Vindobona tot 1979 met DR-materieel bleef rijden en ÖBB alsnog deviezen compensatie aan de DR moest betalen. In mei 1979 werd dit opgelost door de trein voortaan als D-trein met getrokken rijtuigen te laten rijden en de betrokken maatschappijen ieder in natura konden bijdragen door rijtuigen voor de trein te leveren.

## D-trein
Als D-trein reed de Vindobona als treinnummer D 275/276 met een bonte samenstelling uit rijtuigen van de verschillende spoorwegmaatschappijen. 

## EuroCity
Nadat Tsjecho-Slowakije op 1 januari 1993 was gesplitst in Tsjechië en Slowakije werd op 23 mei 1993 de Vindobona opgewaardeerd tot EuroCity. De trein reed met de treinnummer EC 175/176 en rijtuigen van ÖBB. In 2001 is de route verlengd tot Hamburg.